# Wir müssen durch viel Trübsal

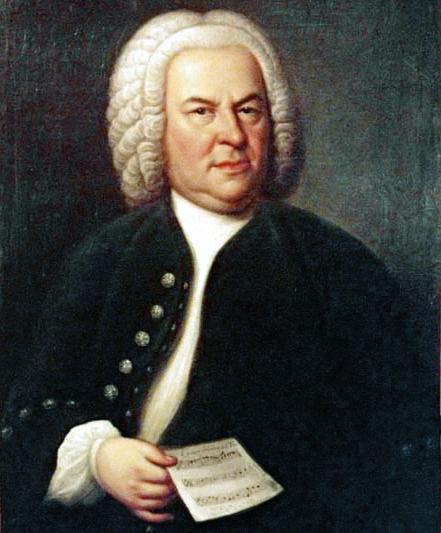
Johann Sebastian Bach

Wir müssen durch viel Trübsal (BWV 146) is een religieuze cantate gecomponeerd door Johann Sebastian Bach. Voluit heet de cantate Wir müssen durch viel Trübsal in das Reich Gottes eingehen.

## Programma
De cantate is gecomponeerd voor de zondag Jubilate, de derde zondag na Pasen, en werd waarschijnlijk voor het eerst opgevoerd op 12 mei 1726 of op 4 mei 1727 (al zijn er ook kenners die menen dat de cantate niet eerder dan 1737 is gecomponeerd). Deze cantate behoort tot de derde cantatejaargang. Voor deze zondag Jubilate schreef Bach ook cantate 12 Weinen, Klagen, Sorgen, Zagen en cantate 103 Ihr werdet weinen und heulen. Alle voeren ons door diepe dalen van smart en ellende om door intens verdriet heen tot een hoger bewustzijnsniveau te komen.
Op zondag Jubilate worden in de kerken traditioneel de volgende Bijbellezingen gehouden:
- I Petrus 2, vers 11-20 (Onderschikt u aan alle menselijke ordening, omwille van de Heer)
- Johannes 16, vers 16-23 (Vast en zeker is het, zeg ik u, dat ge wenen zult en weeklagen en de wereld zich zal verheugen! Gij zult worden bedroefd maar uw droefheid zal tot vreugde worden.) In de cantate komt dit muzikaal terug door de afwisseling tussen droevig en vreugdevol klinkende muziek.

## Tekst
Over de herkomst en de samenstelling van de tekst zijn er veel onduidelijkheden. Het blijft bij gissingen omdat er geen autograaf voorhanden is. De tekstdichter is onbekend. Men vermoedt dat de tekstschrijver dezelfde persoon is als met wie Johann Ludwig Bach in Meiningen samenwerkte. 
1. Sinfonia (orgel)
2. Koor: Wir müssen durch viel Trübsal in das Reich Gottes eingehen
3. Aria (alt): Ich will nach dem Himmel zu
4. Recitatief (sopraan): Ach! wer doch schon im Himmel wär!
5. Aria (sopraan): Ich säe meine Zähren
6. Recitatief (tenor): Ich bin bereit
7. Aria (duet van tenor en bas): Wie will ich mich freuen, wie will ich mich laben
8. Koor: onzeker, mogelijk Den wer selig dahin fähret (Richter) of Ach, ich habe schon erblicket (Rosenmüller of Albinus)

## Muzikale bezetting
De cantate is geschreven voor vierstemmig koor en de vier solo-zangstemmen en voor orgel (solo), traverso, hobo, hobo d'amore en althobo, viool, altviool en basso continuo.

## Toelichting
- De cantate begint met een (instrumentaal) sinfonia voor orgel, de moeilijkste orgelpartij die Bach ooit schreef. Zowel deze sinfonia als het openingskoor (no. 2) hergebruikte Bach later voor het concert voor klavecimbel in d mineur (BWV 1052). Waarschijnlijk zijn beide stukken op hun beurt weer een bewerking van een verloren gegaan vioolconcert.
- In het openingskoor zingt het koor in lange noten de koraalmelodie en speelt de basso continuo een eigen melodie. De tekst van dit koor (en dus de titel van deze cantate) is afkomstig uit Handelingen 14, vers 22 ("... dat wij pas na veel beproevingen het koninkrijk van God binnen kunnen gaan"). Het gevoel van ellende en verlatenheid verklankt Bach hier door zwaarmoedige toonherhalingen met lang vastgehouden tonen. Daarbij alle naar beneden lopende melodielijnen die geen uitzicht of toekomst bieden.
- Na het openingskoor volgen drie lange aria's met tussen de aria's steeds een beschouwend recitatief. De tekst van de aria voor sopraan (no. 5) is een bewerking van Psalm 126 vers 5 ("Zij die in tranen zaaien, zullen oogsten met gejuich"). Het zaaien van de tranen is terug te horen in muziek van de fluit en hobo d'amore.
- In de laatste aria, een dansduet van tenor en bas, is het pas een feest met wereldse speelmuziek.
- De cantate eindigt met een koraal. Van dit koraal is de tekst echter verloren gegaan: alleen de muziek (een bewerking van het koraal Werde munter, meine Gemüte) is bewaard gebleven. Meestal wordt hier het zevende couplet van het door Johann Rosenmüller of Johann Georg Albinus geschreven koraal Alle Menschen müssen sterben of het negende couplet van het koraal Lasset ab von euren Tränen, geschreven door Gregorius Richter, gespeeld.